# استون، کنت
استون (به انگلیسی: Stone) یک روستا و محله مدنی در بریتانیا است که در Dartford واقع شده‌است. استون ۶٬۱۰۰ نفر جمعیت دارد.